# ジョン・レノンBOX
『ジョン・レノンBOX』(英語: John Lennon Signature Box)は、ジョン・レノンのボックス・セット。2010年10月6日にリリース。

## 概要
- ジョン・レノン生誕70周年を記念したボックス・セット。最新リマスターが施された全オリジナルアルバム8作（CD全9枚）に加え、ボーナス・ディスク2枚を加えた計11枚組からなる完全生産限定BOX。そのほか、60ページに渡る豪華英語ブックレット及び日本語解説、70thアニバーサリー・アート・プリント、Onlineユニヴァースへのアクセス・カードが封入されている。
- 同日には、オリジナルアルバム8作の単品（期間限定生産、そのうち「ダブル・ファンタジー」は2010年に新たにミックスを施した「ダブル・ファンタジー - ストリップド・ダウン」とオリジナル音源のリマスターとの2枚組で発売）、ベストアルバム「ザ・ヒッツ〜パワー・トゥ・ザ・ピープル」が同時発売された。また1週間後には、コンピレーション・アルバム「ギミ・サム・トゥルース」が発売された。
- オリジナル発売時の収録曲をリマスターするというコンセプトで制作されているため、再発時に追加されたボーナストラック類は収録されていない。

## 収録内容
- 収録曲等詳細は各項目を参照。
- Disc 1：ジョンの魂 - John Lennon/Plastic Ono Band
- Disc 2：イマジン - Imagine
- Disc 3, 4：サムタイム・イン・ニューヨーク・シティ - Some Time in New York City
- Disc 5：マインド・ゲームス（ヌートピア宣言） - Mind Games
- Disc 6：心の壁、愛の橋 - Walls and Bridges
- Disc 7：ロックン・ロール - Rock 'n' Roll
- Disc 8：ダブル・ファンタジー - Double Fantasy
本作にはオリジナル盤のみの収録。同発の単品に収録のリミックス盤「ストリップド・ダウン」は収録されていない。
- Disc 9：ミルク・アンド・ハニー - Milk and Honey

### ボーナス・ディスク

#### Disc 10「シングルス」
- アルバム未収録のシングル曲を収録。

1. パワー・トゥ・ザ・ピープル - Power to the People (3:25)
2. ハッピー・クリスマス（戦争は終った） - Happy Xmas (War is Over) (3:34)
3. インスタント・カーマ - Instant Karma! (We All Shine On) - (3:21)
4. コールド・ターキー - Cold Turkey (5:03)
5. ムーヴ・オーヴァー Ms. L - Move Over Ms. L - (2:58)
6. 平和を我等に - Give Peace a Chance (4:55)

#### Disc 11「ホーム・テープス」
- アウトテイクとホームデモを計13曲収録。（※）が付いているものはホーム・レコーディングス（宅録）によるもの。

1. マザー（母） - Mother (4:25)
2. ラヴ（愛） - Love (2:39)
3. ゴッド（神）- God (4:35)
4. 悟り - I Found Out (4:34)
5. ノーバディ・トールド・ミー - Nobody Told Me (3:13)（※）
6. ハニー・ドント - Honey Don't (1:40)
7. ワン・オブ・ザ・ボーイズ - One of The Boys (2:39)（※）
8. インディア・インディア - India, India (3:07)（※）
9. サーヴ・ユアセルフ - Serve Yourself (5:21)（※）
10. 孤独 - Isolation (3:07)
11. 思い出すんだ - Remember (5:29)
12. ビューティフル・ボーイ - Beautiful Boy (Darling Boy) (4:11)（※）
13. 兵隊にはなりたくない - I Don't Want to Be a Soldier (3:26)